# لی زنشنگ (عکاس خبری)
لی زنشنگ (به چینی: 李振盛 به پین‌یین: Lǐ Zhènshèng؛ زادهٔ ۲۲ سپتامبر ۱۹۴۰- درگذشته ژوئن ۲۰۲۰) عکاس خبری چینی بود که برخی از واقعی‌ترین تصاویر از انقلاب فرهنگی بزرگ طبقه کارگر، که بیشتر به انقلاب فرهنگی چین معروف است، را به تصویر کشید.
او در روزنامه هیلونگجیانگ، که خط حزب کمونیست را دنبال می‌کرد مشغول به کار بود و تصمیم وی برای بستن یک نوار سرخ‌رنگ که حاکی از دنباله‌روی از خط مشی رئیس مائو زدونگ بود، روی بازویش به وی امکان حضور در صحنه‌های این واقعه را می‌داد، در غیر این صورت جریان این اتفاقات را جایی می‌نوشت یا در خاطرش نگاه می‌داشت.
کتاب «سرباز خبری سرخ‌رنگ» وی در سال ۲۰۰۳ نشانگر آرمانهای انقلابی و همچنین ستمگری‌های رخ داده در طول انقلاب فرهنگی است. روزنامه هیلونگجیانگ دیلی مطابق با دستورالعمل دولت، سیاستی سختگیرانه داشت که فقط می‌توان تصاویر «مثبت» را منتشر کرد، که بیشتر شامل لبخند انقلابیون بود که از رئیس مائو تمجید می‌کردند. تصاویر «منفی» که جنایات آن زمان را نشان می‌داد، قبل از اینکه در سال ۱۹۸۸ در یک نمایشگاه عکس در معرض دید همگان قرار گیرند، در زیر تخته کفپوش خانه او پنهان شده بودند.
موزه‌ای ویژه، اختصاص به زندگی و کار لی، در سال ۲۰۱۷ در استان سیچوان به عنوان بخشی از مجموعه موزه جیانچوان افتتاح‌شد.

## اوایل زندگی
لی در خانواده ای فقیر در دالیان، در استان لیائونینگ به دنیا آمد. در بدو تولد، این شهر در منطقه اجاره‌ای کوانتونگ (اجاره داده شده به ژاپن در آن دوران) واقع شده بود، جایی که ژاپن رژیم دست نشانده، مانچوکوئو را در آنجا حاکم کرده بود. مادرش هنگام سه سالگی او درگذشت و برادر بزرگتر او که عضو ارتش آزادیبخش خلق بود در جریان جنگ داخلی چین کشته شد. لی به پدرش که آشپز یک کشتی بخار و بعداً کشاورز بود کمک می‌کرد تا اینکه لی ۱۰ ساله شد. لی علی‌رغم اینکه دیر به مدرسه رفت، به رتبه اول کلاس خود رسید. او بعداً در دانشکده فیلم چانگچون، پذیرش گرفت و بیشتر دانش عکاسی خود را آنجا آموخت. در سال ۱۹۶۳، او در زمانی کوتاه شغلی در روزنامه هیلونگجیانگ به دست آورد، اما جنبش آموزش سوسیالیستی مانع ادامه شد. لی به مدت تقریباً دو سال در حومه شهر با دهقانان زندگی کرد و آثار رئیس مائو را مطالعه کرد.

## انقلاب فرهنگی
لی فقط چند ماه قبل از وقوع انقلاب فرهنگی بچین در بهار ۱۹۶۶ به شهر هاربین بازگشت. فقدان فیلم عکاسی، غارتگری ارتش سرخ و ممنوعیت سیاسی در برابر عکاسی از جنبه‌های منفی انقلاب، آنچه را او قادر به تصویر کشیدن بود محدود کرد. او خیلی زود فهمید که فقط افرادی که بازوبند سرخ رنگ ارتش سرخ را پوشانده‌اند می‌توانند بدون آزار و اذیت عکس بگیرند. برای رسیدن به این هدف، او گروه شورشی کوچک خود را در این روزنامه بنیان نهاد.
پس از آن لی از اعمال وحشیانه آن دوران عکاسی کرد. مجموعه او شامل عکس‌هایی از اعمال غیرانسانی و تخفیف و بی‌آبرو ساختن افراد ضدانقلابی توسط ارتش سرخ بود. برخی از تصاویر نمایش‌های عمومی از «تحقیر در برابر عموم» را نشان می‌دهند، جایی که موهای افراد برجسته تراشیده می‌شود. تصاویر دیگر افرادی را نشان می‌دهند که کلاه‌های «مسخره» دارند. افرادی که رنگ مشکی روی صورتشان کشیده شده بود. برخی دیگر، نوشته‌ای به گردن‌شان آویخته شده بود که از حرفه یا نام آنها انتقاد می‌شد. لی همچنین صحنه‌هایی از اعدام‌های عمومی ضدانقلابی‌ها را ضبط کرد که به با وجود جنایات ادعا شده، هرگز محاکمه نشدند.
در سپتامبر ۱۹۶۹، در اوج انقلاب فرهنگی، لی بار دیگر به حومه شهر فرستاده شد. وی به مدرسه کادری ۷ مه در لیو، اردوگاه کار فرستاده شد که در آنجا او و همسرش زو یینگشیا دو سال را با کار سخت گذراندند.
لی با دقتی زیاد «نگاتیو» هایی که هنگام کار در روزنامه گرفته بود را در زیر کفپوش آپارتمان یک‌خوابه‌اش مخفی کرد. هوای خشک و دمای معتدل هاربین به حفظ نگاتیوها کمک کرد. وقتی از آنجا منتقل شد، لی به دوست خود اطمینان کرد که از آپارتمان مراقبت کند و از او خواست که هرگز اسرار موجود در آن را فاش نکند. لی در سال ۱۹۷۲ به عنوان رئیس گروه عکاسی به روزنامه بازگشت و بعداً در سال ۱۹۸۲ استاد دانشگاه پکن شد.

## سرباز خبری سرخ‌رنگ
کتاب لی، سرباز خبری سرخ‌رنگ، در سال ۲۰۰۳ منتشر شد. این عنوان ترجمه‌ای تحت‌اللفظی از شخصیت‌های چینی است که بر روی بازوبندی که در طول انقلاب فرهنگی چین به بازویش بسته بود، نوشته شده‌است. اگرچه، او می‌گوید هرگز پیرو رئیس مائو نبوده، اما بستن بازوباند به وی دسترسی بی‌سابقه‌ای به رویدادهای تاریخی داد، که از آن زمان فرهنگ چین را شکل داده‌اند. این کتاب دوره قبل از انقلاب فرهنگی در سال ۱۹۶۵ تا درست پس از ۱۹۷۶ را پوشش می‌دهد. کتاب به پنج بخش زمانی تقسیم شده‌است: ۱۹۶۴–۱۹۶۶ با عنوان «وقت شورش». ۱۹۶۶ با عنوان «بمباران دفتر مرکزی»؛ ۱۹۶۶–۱۹۶۸ با عنوان "خورشید سرخ در قلب ما»؛ ۱۹۶۸–۱۹۷۲ با عنوان «انقلاب مهمانی شام نیست»؛ و ۱۹۷۲–۱۹۷۴ با عنوان "جنگیدن".
جان گیتینز، تحلیلگر چین، در کتاب خود از کتاب لی استقبال کرد و خاطرنشان کرد که لی یک عضو گارد سرخ و همچنین یک عکاس بود و انکار نکرد که او همچنین "جلسات مبارزه" را علیه قربانیان بی‌گناه رهبری کرده‌است. گیتینز می‌نویسد که عکس‌های لی تمایل به ضبط و ثبت حقایق را منعکس می‌کند و به همین دلیل «بی‌نظیر» است: «اگرچه دولت سرکار آمده چین پس از مائو بر روی ماجرای رخ داده در انقلاب فرهنگی برچسب «ده سال هرج و مرج» گذاشت، اما هنوز هم سعی دارد هرگونه تحقیق واقعی در مورد فجایع انسانی آن دوران زا سرکوب کند. . . "
این کتاب که در چین دیده نشده‌است سالها طول کشید تا انتشار یابد. تصاویر "نگاتیو" لی (آنهایی که فجایع انقلاب فرهنگی را به تصویر کشیدند) اولین بار در مارس ۱۹۸۸ در مسابقه عکاسی انجمن مطبوعات چین در پکن به‌طور علنی نمایش داده شد. این نمایش با عنوان " بگذار تاریخ را به آینده بگوییم " شامل بیست تصویر از مجموعه او بود که "ضد انقلاب" تلقی می‌شدند. در دسامبر همان سال، لی با رابرت پلج، عکاس فرانسوی-انگلیس و مدیر تماس Contact Press Images، یک آژانس بین‌المللی عکس مستقر در نیویورک، که به پکن آمده بود، ملاقات کرد. آنها موافقت کردند که با هم روی یک کتاب از عکسهای لی کار کنند اما صبر کنند تا شرایط سیاسی مناسب باشد. هفت ماه بعد، در ژوئن ۱۹۸۹، وقایع میدان تیان‌آنمن سرخط اخبار جهان شد و لی تصمیم به چاپ کتاب گرفت تا تصاویر را از انقلاب فرهنگی به جهانیان نشان دهد. کار روی کتاب از سال ۱۹۹۹ آغاز شد. از آنجا که پلج زبان چینی نمی‌دانست و لی هم به انگلیسی آشنا نبود، این دو باید با همکاری مترجمان کار را پیش می‌بردند — بسیاری از آنها به اجزای لاینفک روابط خود تبدیل شدند. لی بیش از ۳۰٬۰۰۰ پاکت قهوه ای را به دفتر پلج در شهر نیویورک ارسال کرد که هرکدام حاوی نگاتیوهای عکاسی بودند.
تعدادی از تصاویر خودنگاره هستند. این نتیجه همیشه بازگشت به کاغذ با یک فریم اضافی بر روی فیلم بود، روشی که همیشه برای تهیه یک خبر در آخرین لحظه آماده می‌شد. لی اندکی قبل از ظهور عکسها، آخرین تصویر را با عکسی از خودش «ظاهر می‌کرد». غالباً این مضامین طنز و بازیگوشانه بودند. یک تصویر با نمایش سینه برهنه او در کتاب منتشر شد. وی گفت که تلاش می‌کند اصطلاح قدیمی «سینه سپر کردن در برابر مشکلات» یا در در این مورد کمونیسم را دوباره نشان‌دهد.
در طول تورهای معرفی کتاب، لی دربارهٔ عشق خود به چین صحبت کند. وی گفت در حالی که با دولت مخالف است، ولی همچنان کشور خود را دوست دارد و امیدوار است که روزی در آینده دور دموکراسی پیروز شود. او اعتقاد نداشت که تصاویر او یا کتاب را باید ضد چین دانست، بلکه یادآوری گذشته دردناکی است که بسیاری از کشورها در طی تحولات خود تحمل‌می‌کنند.

## درگذشت
لی در ژوئن سال ۲۰۲۰ درگذشت.

## برای مطالعهٔ بیشتر
- Zhensheng Li، ویرایش شده توسط رابرت پلج، اقتباس از مصاحبه‌های ژاک مناشه. معرفی جاناتان دی اسپن، سرباز خبری سرخ‌رنگ (لندن؛ نیویورک: فائیدون، ۲۰۰۳ شابک ‎۰۷۱۴۸۴۳۰۸۳ فصل ۱ اعتماد به توده‌ها، ۱۹۶۳–۶۶ - فصل ۲ بمباران دفتر، ۱۹۶۶ - فصل ۳ خورشید سرخ در قلب ما ۱۹۶۶–۶۸ - فصل ۴ تا کوه و پایین به دهکده‌ها ۱۹۶۹–۷۵ - فصل ۵ مرگ در 1976 -1980 - Chronology - بیوگرافی
- Sebastian Song, " Li Zhensheng: عکاسی ، زندگی و نذورات در طول انقلاب فرهنگی (9 19 2016) IPA (Invisible Ph t grapher Asia). مصاحبه و عکسهای گسترده.